# Medkännande konservatism
Medkännande konservatism kallas den form av konservatism som förenas med ett starkt medkännande för de svaga i samhället. Uttrycket användes som ett slagord av George W. Bush inför presidentvalet 2000 och åsyftade att han som president skulle föra en politik som inte utlämnade USA:s sämre lottade till grov fattigdom. Uttrycket har även använts om de konservativas ledare David Cameron i Storbritannien.